# Mauksch-Hintz-Haus

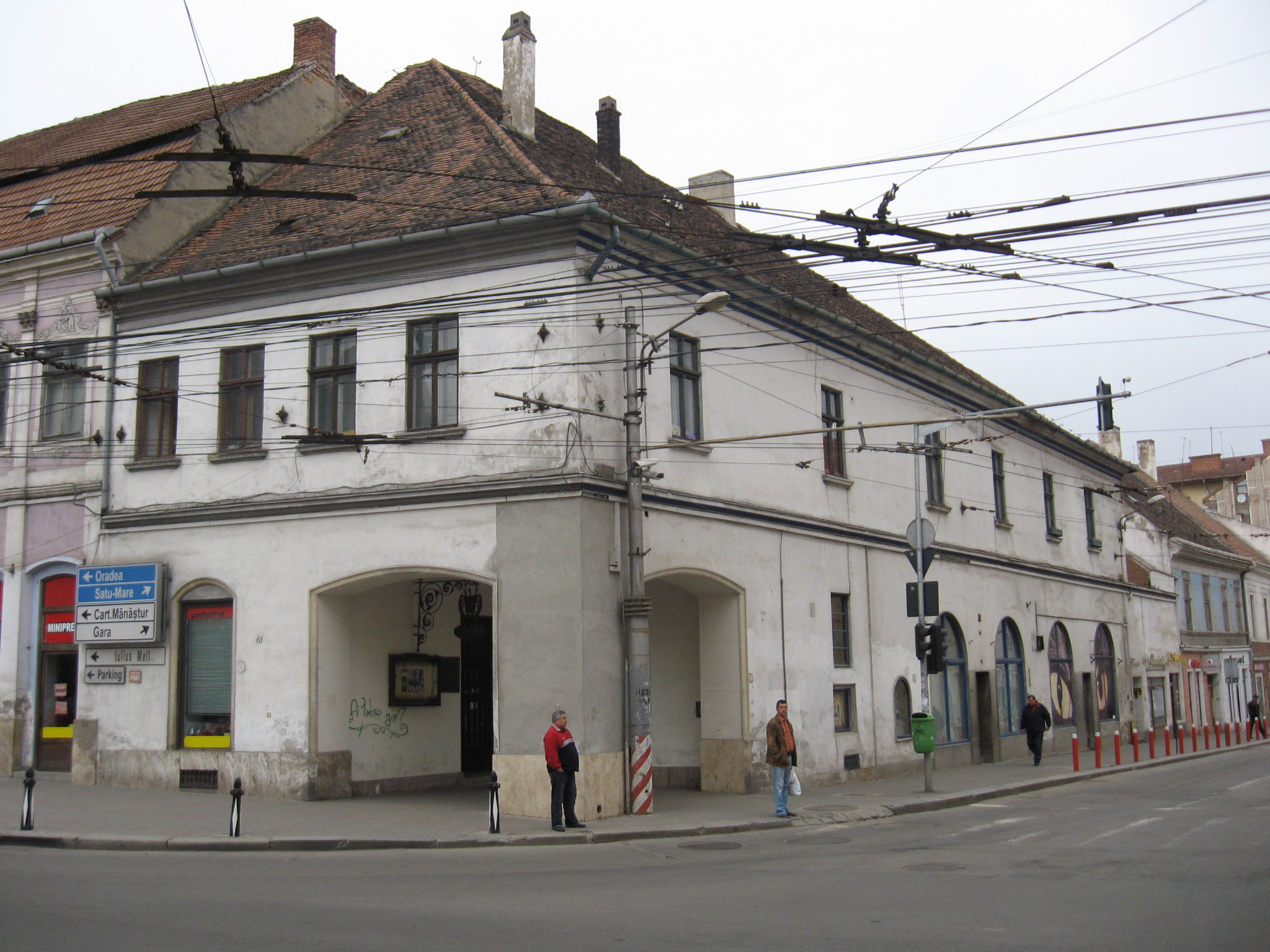
Mauksch-Hintz-Haus mit Apothekenmuseum

Im Mauksch-Hintz-Haus auf dem Hauptplatz von Klausenburg (Siebenbürgen, Rumänien) öffnete 1573 die erste Apotheke der Stadt. Heute steht das Gebäude unter Denkmalschutz. Namensgeber waren die Besitzer Tobias Mauksch und Georg Hintz. Heute dient die Casa Hintz, wie sie rumänisch heißt, als Apothekenmuseum.

## Geschichte
Die Apotheke wurde 1573 gegründet und war bis 1735 die einzige Apotheke der Stadt. Sie wurde mehr als ein Jahrhundert durch Verwalter betrieben. Diese Provisoren wurden durch den Stadtrat gewählt und wickelten die Geschäfte im Namen der Stadt und auf deren Rechnung ab. Die Stadt verkaufte die Apotheke um 1700. 
Erster privater Besitzer war der aus Eperies (heute Prešov, Slowakei) stammende Jakob Fojth. Ihm folgte der Zipser Samuel Schwartz. Sein Vetter, der aus Käsmark gebürtige Apotheker Tobias Mauksch (1727–1802), erwarb das Haus im Jahre 1749. Seit 1760 war die Apotheke  "kaiserlich privilegiert". Mauksch bekleidete öffentliche Ämter und war vier Jahre lang Landtagsabgeordneter. Er, sein Sohn Tobias Samuel Mauksch (1769–1805) und der jüngere Sohn Johann Martin Mauksch (1783–1817) betrieben die Apotheke bis 1817. 
1822 ging das Gebäude in den Besitz des Apothekenprovisors Daniel Szlaby über. Seine Witwe Eleonore, die in erster Ehe mit Johann Martin Mauksch verheiratet gewesen war, vermachte 1835 die Apotheke ihrer Tochter Mathilda Augusta Mauksch, Gattin des aus Schäßburg stammenden evangelisch-lutherischen Pfarrers Georg Gottlieb Hintz. Der gemeinsame Sohn Georg Hintz (1840–1890) übernahm 1863 Apotheke und Haus. Die Familie befanden sich bis Mitte des 20. Jahrhunderts im Besitz des Anwesens. Die Apotheke trug den Namen „Sankt Georg“. 
1948 enteignete die kommunistische Regierung das Haus entschädigungslos und schloss die Apotheke. Das Apothekenmuseum entstand 1954 auf Initiative des Klausenburger Medizin- und Pharmaziehistorikers Sámuel Izsák (1915–2007). Wegen politischer Schwierigkeiten während des Ceaușescu-Regimes emigrierten die Nachfahren der Familie Hintz in die Bundesrepublik Deutschland. Nach der politischen Wende von 1989 beantragten sie die Rückgabe des Besitzes.

## Gebäude
Die klassizistische Front des Hauses wurde in den 1820er Jahren errichtet. Erdgeschoss und Keller stammen aus der Renaissance. In den ehemaligen Büroräumen befinden sich Fresken zur Geschichte der Apotheke aus dem Jahre 1752, die  1898 von András Koleszár restauriert wurden. 1902 stellte die Stadt das Gebäude unter Denkmalschutz. 1960 wurde der ehemalige Hauptverkaufsraum an der Ecke für einen Fußgängerdurchgang zerstört. 

## Gegenwart
Im Gebäude befinden sich Privatwohnungen, Ladengeschäfte und das Apothekenmuseum. Es besitzt mehr als 3000 Exponate, darunter Töpfe, Pressen, Mörser, Waagen, Laborbesteck, Möbel, Medikamente, Fachbücher, alte Rezepte und Stempel. Im Keller des Hauses befindet sich eine „Hexenküche“, um zu veranschaulichen, wie Medizin zusammengebraut wurde. Im Jahre 2000 wurde die Apotheke für zwei Jahre aufgrund eines Wasserrohrbruchs geschlossen. Seit Herbst 2018 wird das Gebäude renoviert, so dass die Exponate des Museums für den Zeitraum von zwei Jahren der Öffentlichkeit nicht zugänglich gemacht werden können.